# Mieux se déplacer à bicyclette
Pour les articles homonymes, voir MDB.
Mieux se déplacer à bicyclette (MDB) est la principale association de cyclistes quotidiens en Île-de-France.

## Historique

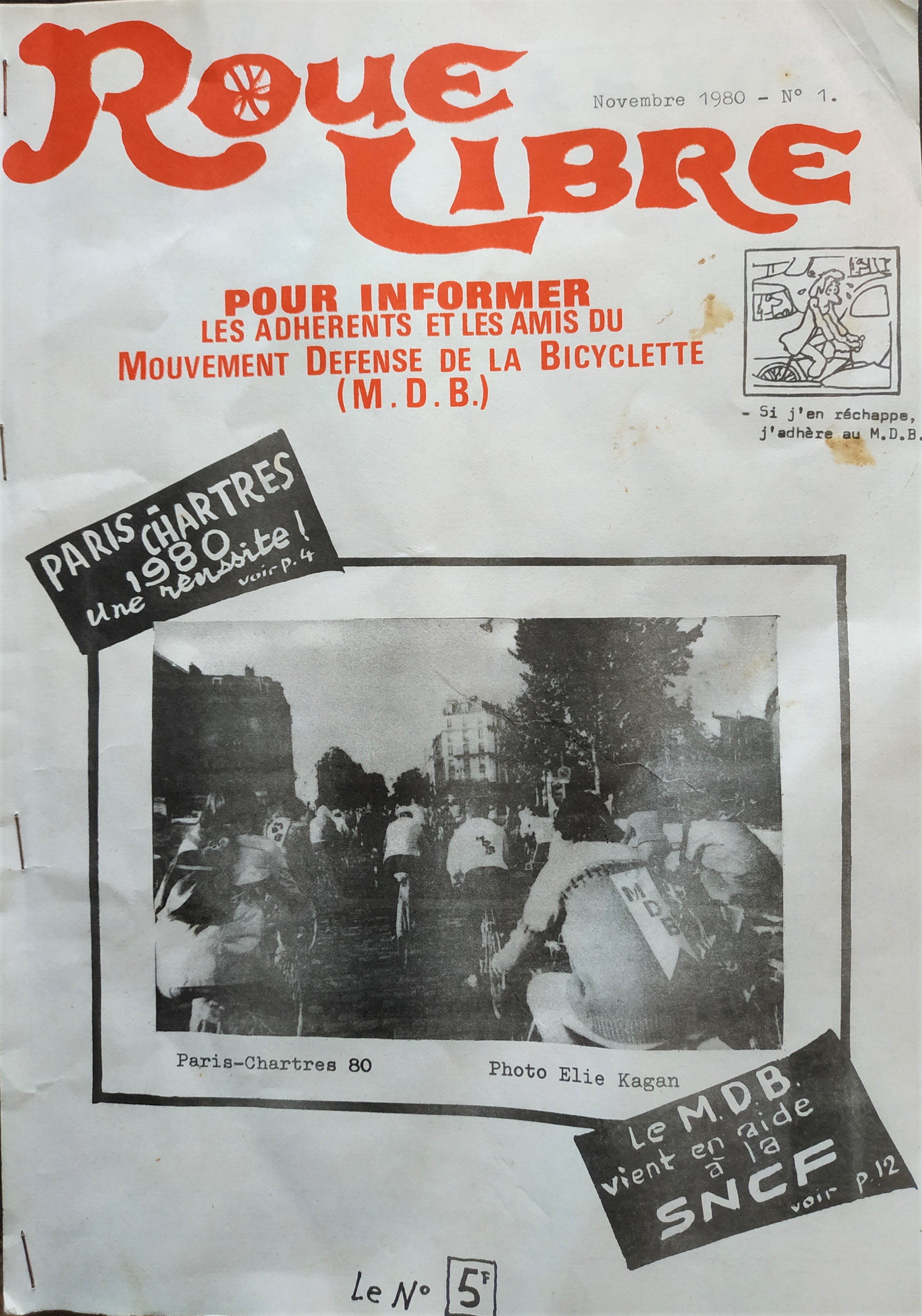
Roue libre, Mouvement de défense de la bicyclette (MDB), novembre 1980, no 1.

Le Mouvement pour les couloirs à bicyclette, créé en 1972 par Jacques Essel, est devenu le MDB (Mouvement de défense de la bicyclette) en 1974, puis MDB (Mieux se Déplacer à Bicyclette) en 2004. C'est la plus ancienne association de cyclistes urbains existant en France.
En 2016, Alexis Frémeaux succède à Thierry Delvaux à la présidence.

## Organisation
L'association regroupe environ 2 000 adhérents, emploie deux salariés et a son siège à la Maison du Vélo de Paris.
L'association comprend une soixantaine d'antennes locales et travaille en liaison avec d'autres associations cyclistes franciliennes, membres de la Fédération française des usagers de la bicyclette (FUB), dont MDB est également membre.

## Activités

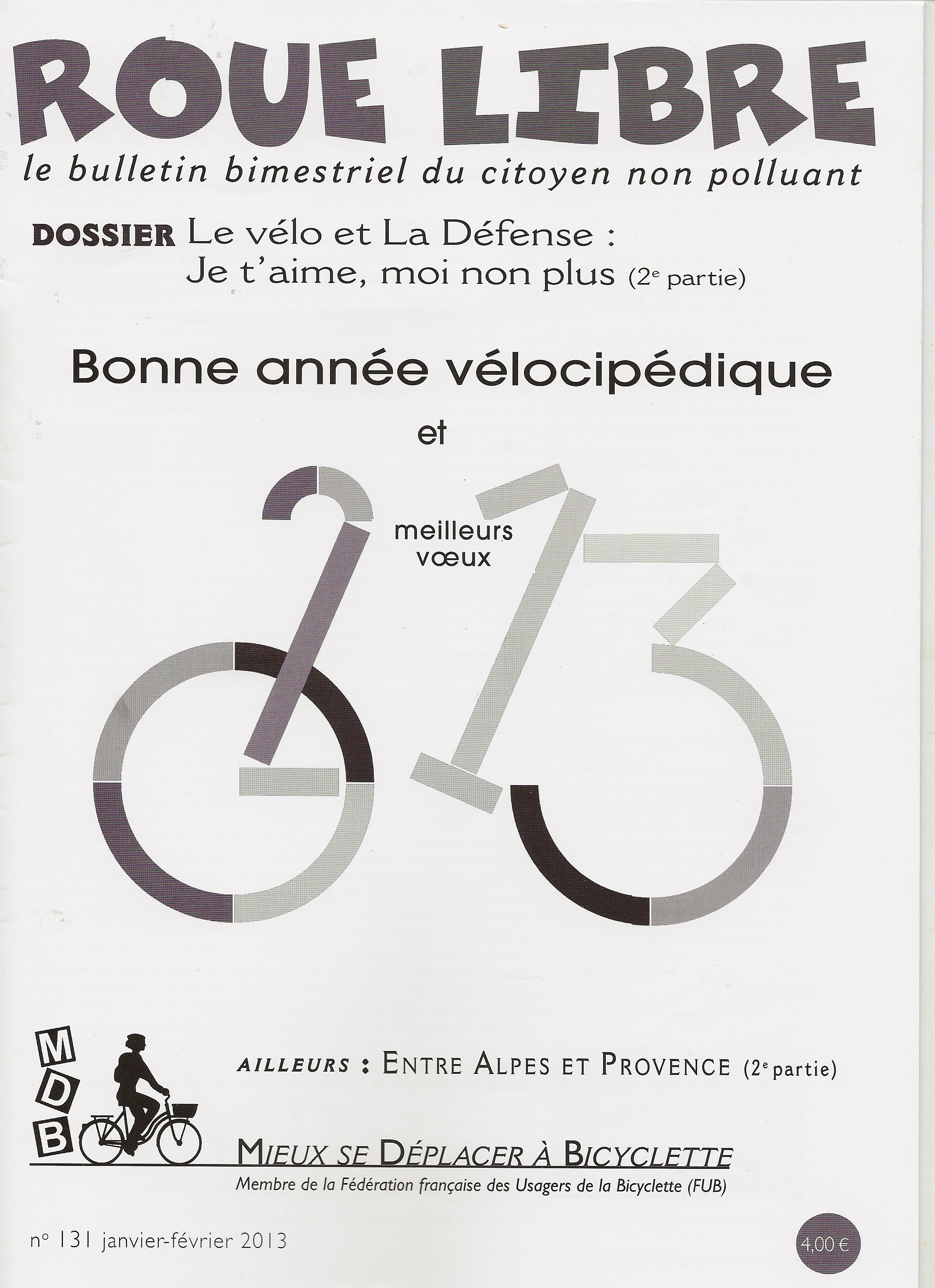

L'objet principal de MDB est de promouvoir l'usage quotidien de la bicyclette (activisme cycliste) par des interventions auprès des pouvoirs publics (État et collectivités territoriales), en proposant des aménagements cyclables et des mesures en faveur des cyclistes. Elle a en particulier pris, à partir de 1996, une part active au retour du vélo à Paris.
L'association intervient également auprès des opérateurs de transport pour l'amélioration de la complémentarité du vélo et des transports collectifs : elle a organisé, de 1979 à 1984, des randonnées de Paris à Chartres avec retour par train spécial (200 à 300 participants) pour montrer à la SNCF l'existence d'une demande et proposer l'amélioration des conditions de transport des bicyclettes ; elle a été à l'initiative, en liaison avec la RATP, d'un groupe de travail entre cyclistes et conducteurs de bus pour améliorer la cohabitation entre bus et vélos.
En 1996, MDB a été à l'origine, avec l'association Réseau Vert, de la première vélo-école française.
MDB organise aussi des bourses aux vélos et des randonnées.

## Manifestations
Depuis sa création, MDB organise des manifestations de cyclistes à Paris et en Île-de-France : depuis plusieurs années la Convergence réunit plusieurs cortèges au départ de la périphérie de l'Île-de-France se rassemblant au Champ-de-Mars ou à l'esplanade des Invalides.

## Création d'un Collectif Vélo Île-de-France
Un collectif regroupant 21 associations parmi lesquelles MDB est la plus ancienne s'est constitué le 15 mars 2019 à Massy. Il entend intervenir auprès des élus et de l'ensemble des décideurs pour obtenir la réalisation d'un réseau express vélo (le Réseau Vélo Île-de-France) et la création d'un plus grand nombre de stationnements sécurisés près des gares et des stations de RER.

## Publication
MDB publie la revue trimestrielle Roue libre.